# Sigmoid funktion

En bild som visar grafer för flera olika sigmoida funktioner.

En sigmoid funktion är en matematisk reell funktion som har en utsträckt S-form: den är definierad för alla reella tal, har överallt positiv derivata, och är uppåt och nedåt begränsad.
Den mest kända sådana är en funktion som är en lösning till den logistiska differentialekvationen
{\textstyle {\frac {dN}{dt}}=rN(1-N/K)}
En lösning är funktionen
{\textstyle f(x)={\frac {e^{x}}{e^{x}+1}}={\frac {1}{1+e^{-x}}}}
som bildar en S-formad graf.

## Exempel
- Arctangens {\displaystyle f(x)=\arctan x}